# Финал Кубка Регионов 2015
Финал Кубка Регионов 2015 — решающая серия розыгрыша Первенства МХЛ сезона 2014/2015 и плей-офф Кубка Регионов 2015 года. Он станет 4-м в истории вручения трофея. В нём встретятся победитель Западной конференции «Россошь» и победитель Восточной конференции «Горняк». Первый матч серии состоится 16 апреля 2015 года.
Серия матчей финала проводится до трёх побед, максимальное количество матчей — пять. Первые два матча и, в случае необходимости, пятый проводятся на полях команды, имеющей более высокий номер «посева» в паре. Победителем становится команда, первая победившая в трёх матчах серии.
Победителем финала Кубка Регионов стала «Россошь», которая в пяти матчах обыграла учалинский «Горняк» (3:2, 2:6, 1:8, 4:0, 3:1).

## Путь к финалу
| Стадия                 | Соперник | Соперник          | Общий счёт | Результаты игр     |
| ---------------------- | -------- | ----------------- | ---------- | ------------------ |
| 1/4 финала конференции | 8        | Красноярские Рыси | 3:1        | 3:4, 6:3, 9:1, 9:1 |
| 1/2 финала конференции | 4        | Юниор-Спутник     | 3:0        | 9:3, 4:2, 5:1      |
| Финал конференции      | 4        | Зеленоград        | 3:1        | 1:3, 4:2, 5:1, 4:2 |

| Стадия                 | Соперник | Соперник   | Общий счёт | Результаты игр       |
| ---------------------- | -------- | ---------- | ---------- | -------------------- |
| 1/4 финала конференции | 8        | Брянск     | 3:1        | 6:2, 4:5 Б, 7:0, 6:1 |
| 1/2 финала конференции | 7        | СКА-Варяги | 3:1        | 2:2, 1:2, 4:2, 6:0   |
| Финал конференции      | 1        | Батыр      | 3:1        | 2:3 Б, 4:2, 4:1, 3:2 |

### «Горняк»
Этот финал станет первым для «Горняка». Добиться такого результата они смогли на второй год участия клуба в Первенстве МХЛ. В первом сезоне учалинцы уступили во втором раунде плей-офф альметьевскому Спутнику в пяти матчах со счетом 3:2 в серии (2:1, 3:2 ОТ, 1:2, 0:6, 3:0).
В этом сезоне «Горняк» выиграл Восточную конференцию со 128 очками, опередя челябинский Мечел на 8 очков. В первом раунде плей-офф «Горняк» в четырех играх обыграл «Красноярских Рысей», потерпев единственное поражение в первом матче серии. Второй раунд против нижнетагильского «Юниор-Спутника» учалинцы выиграли, не потерпев ни одного поражения. В 1/2 финала Кубка Регионов «Горняк» встретился московским «Зеленоградом». После неожиданного поражения в Москве в первом матче серии «Горняк» выиграл следующие три встречи и стал победителем Восточной конференции.
Лучшим бомбардиром команды в трёх раундах с 25 очками по системе «гол+пас» стал Никита Сафронов (17+8). Кроме того, 3 шайбы нападающего оказались победными: это лучший показатель в лиге. А Иван Рогалёв, голкипер «Горняка», лучший вратарь Кубка Регионов по двум основным показателям: у него 98.7 процентов отражённых бросков и его коэффициент надёжности равен 0.38.

### «Россошь»
Этот финал стал первым для «Россоши» за время существования Первенства МХЛ. Ранее его наивысшим был выход во второй раунд плей-офф в сезоне 2013/14, в котором уступил будущему чемпион краснодарским «Беркутам Кубани».
Россошанцы со 151 очком в 1-й раз заняли 1-е место в Западной конференции, опередя ближайшего преследователя на 6 очков. В первом раунде плей-офф «Россошь» в четырех играх обыграл ХК «Брянск», потерпев единственное поражение во втором матче серии. Во втором раунде «Россошь» сломил сопротивление главной сенсации этого плей-офф, «СКА-Варяги», выиграв три матча из четырех. В 1/2 финала «Россошь» встретился с нефтекамским Батыром. Проиграв первый матч, «Россошь» затем выиграл три матча подряд и вышел в свой первый финал Кубка Регионов.
Самым результативным игроком команды по итогам трёх раундов стал Алексей Князев, набравший 17 очков (5+12), а лучшим снайпером с 7-ю голами — Даниил Акиньшин. Вратарь команды Виталий Пантыкин отразил 94 процентов бросков и в среднем за матч пропускает 1.34 голов.

## Арены
| Арена                  | Вместимость, человек | Команда | Город   | Субъект РФ              |
| ---------------------- | -------------------- | ------- | ------- | ----------------------- |
| Ледовая арена «Горняк» | 1 500                | Горняк  | Учалы   | Республика Башкортостан |
| ЛД «Россошь»           | 613                  | Россошь | Россошь | Воронежская область     |

## Статистика команд
| «Горняк» | Команда                         | «Россошь» |
| 11       | Количество проведённых игр      | 12        |
| 59       | Заброшено шайб                  | 49        |
| 23       | Пропущено шайб                  | 21        |
| 189      | Штрафное время (мин.)           | 217       |
| 28.1     | % реализации большинства        | 26.6      |
| 86.3     | % нейтрализации меньшинства     | 88.9      |
| 5/0      | Игра дома (побед/поражений)     | 6/0       |
| 4/2      | Игра в гостях (побед/поражений) | 3/3       |
| 0        | Сухие игры                      | 2         |

## Результаты матчей

### Игра № 1
С самого начала матча команды взяли хороший темп и не стали тратить время на разведку к большому удовольствию переполненных трибун. Гости нервничали заметно больше и как следствие, совершали больше ошибок в обороне и чаще нарушали правила. Однако этот минус учалинцы превратили в плюс на десятой минуте, когда Сергей Сурин в меньшинстве воспользовался ошибкой защитников соперника и открыл счет. Тут же повреждение получил защитник «Горняка» Роман Муратов, которому потребовалась помощь врачей, чтобы покинуть площадку. Под занавес первого периоде «Россошь» отыгралась. Сергей Иванов ювелирным броском послал шайбу в лазейку между вратарем и штангой.
Начало второго отрезка осталось за гостями, однако довести своё преимущество до взятия ворот у них не получалось. Впрочем и хоккеисты «Россоши», отодвинув игру от своих ворот, не смогли порадовать своих болельщиков заброшенными шайбами. Двадцатиминутка выдалась безголевой, но скучной её не назовешь. Третий период начался с атак хозяев, одна из которых на сорок шестой минуте стала результативной, Никита Букия вывел свою команду вперед. Немного времени потребовалось хоккеистам «Горняка», чтобы сравнять счет, точным броском отметился Дмитрий Антонов — 2:2. Игра пошла на встречных курсах. И все же удача сегодня больше сопутствовала игрокам «Россоши», а точнее Сергею Иванову. На пятьдесят пятой минуте Сергей, оформил дубль, поставив точку в матче — 3:2.
| 16 апреля 2015 18:00 | Россошь | 3 : 2 (1:1, 0:0, 2:1) | Горняк | ЛД «Россошь», Россошь Зрителей: 602 |

| Отчёт | Отчёт | Отчёт                                                                             | Отчёт | Отчёт |  |
| --- | --- | --------------------------------------------------------------------------------- | --- | --- |  |
| | |                                                                                   | | |  |
| | Виталий Пантыкин | Вратари                                                                           | Артур Гайдуллин | Судьи: Антон Демура Андрей Свиргун Линейные судьи: Борис Кузьмин Павел Филимонов |  |
| | Голы: |                                                                                   | | Судьи: Антон Демура Андрей Свиргун Линейные судьи: Борис Кузьмин Павел Филимонов |  |
| Сергей Иванов (Александр Николишин) 17:44 Никита Букия (Виктор Кальной) 46:00 Сергей Иванов 55:12 | 0 — 1 — 1 2 — 1 2 — 2 3 — 2 | 9:16 Сергей Сурин (мен.) 49:34 Дмитрий Антонов (Евгений Смирнов, Никита Сафронов) | | Судьи: Антон Демура Андрей Свиргун Линейные судьи: Борис Кузьмин Павел Филимонов |  |
| | |                                                                                   | | Судьи: Антон Демура Андрей Свиргун Линейные судьи: Борис Кузьмин Павел Филимонов |  |
| | |                                                                                   | | Судьи: Антон Демура Андрей Свиргун Линейные судьи: Борис Кузьмин Павел Филимонов |  |
| | |                                                                                   | | Судьи: Антон Демура Андрей Свиргун Линейные судьи: Борис Кузьмин Павел Филимонов |  |
| 6 мин | Штраф | 18 мин                                                                            | | Судьи: Антон Демура Андрей Свиргун Линейные судьи: Борис Кузьмин Павел Филимонов |  |
| | |                                                                                   | | |  |
| | 38 | Броски                                                                            | 18 | |  |
| | |                                                                                   | | |  |
| | Олег Рудаков | Тренер                                                                            | Владимир Герасимов | |  |
| В. Мудрецов, А. Князев, А. Кувшинов, Н. Букия, В. Пантыкин, А. Константинов, Е. Шевчук, К. Комаров, А. Шипилов, В. Кальной, Д. Горохов, И. Крылов, Р. Горбачёв, Д. Слесарев, В. Мозжаков, С. Иванов, А. Николишин, Д. Акиньшин, Р. Рубцов, А. Яцына, Д. Кузнецов, А. Белозёров | В. Мудрецов, А. Князев, А. Кувшинов, Н. Букия, В. Пантыкин, А. Константинов, Е. Шевчук, К. Комаров, А. Шипилов, В. Кальной, Д. Горохов, И. Крылов, Р. Горбачёв, Д. Слесарев, В. Мозжаков, С. Иванов, А. Николишин, Д. Акиньшин, Р. Рубцов, А. Яцына, Д. Кузнецов, А. Белозёров | Состав                                                                            | А. Гайдуллин, Е. Шалапов, Р. Мухаметзянов, Э. Кадырметов, С. Сурин, А. Наговицын, Е. Смирнов, В. Буряк, А. Кошелев, Р. Роднин, А. Нечкин, И. Рогалёв, Ш. Фаттахов, Е. Озолин, Д. Муратов, Д. Антонов, А. Долгушев, А. Хасанов, Д. Цапаев, Р. Муратов, Н. Сафронов | А. Гайдуллин, Е. Шалапов, Р. Мухаметзянов, Э. Кадырметов, С. Сурин, А. Наговицын, Е. Смирнов, В. Буряк, А. Кошелев, Р. Роднин, А. Нечкин, И. Рогалёв, Ш. Фаттахов, Е. Озолин, Д. Муратов, Д. Антонов, А. Долгушев, А. Хасанов, Д. Цапаев, Р. Муратов, Н. Сафронов |  |

Лучшие игроки встречи: Алексей Князев (Россошь) и Дмитрий Антонов (Горняк)

### Игра № 2
«Горняк» обыграл «Россошь» во втором матче и сравнял счет в финальной серии Кубка Регионов. Начало встречи во многом напоминало первый матч — команды особенно не осторожничали и опасные моменты начали возникать в первых же минут. Счет был открыт на пятой минуте, когда учалинцам представилась возможность поиграть в большинстве. Егор Озолин мощным броском от синей линии отправил шайбу в ворота хозяев. Воронежская команда отыгралась довольно быстро — Даниил Акиньшин — ответил сопернику, также реализовав лишнего. На 16-й минуте очередное удаление обернулось вторым голом в ворота «Россоши». На этот раз отличился Дмитрий Антонов. И снова, прошло две с небольшим минуты, и хозяева цифры на табло уравняли. Правда сделали они это с небольшой помощью учалинцев — шайба влетела в ворота от защитника гостей.
После такого резвого первого отрезка во втором периоде игра несколько успокоилась, однако опасные моменты продолжали чередоваться у ворот обоих соперников. Один из таких эпизодов «Горняк» превратил в третий гол — выход 3 в 1 реализовал Никита Сафронов. На последней минуте второго периода «Россошь» получила отличную возможность снова сравнять счет, но Андрей Белозеров не сумел реализовать буллит.
Видимо, этот эпизод несколько обескуражил хозяев, потому что в начале третьей двадцатиминутки они пропустили дважды — Сергей Сурин и Егор Озолин в большинстве довели преимущество «Горняка» до трех шайб. Хозяева пытались что-то изменить, однако «Горняк» не был настроен на то, чтобы давать сопернику даже малейший шанс отыграться. Под занавес встречи Никита Сафронов в очередной раз пополнил свой бомбардирский счет шестой шайбой гостей. На последней минуте в ворота Артура Гайдуллина был назначен еще один буллит, причем за бросок клюшки наказан был сам голкипер. Второй штрафной бросок «Россошь» реализовать также не смогла. Завершился третий период ударно — послематчевой дракой, причем по всей видимости, развязали её победители. Таким образом, серия переезжает в Учалы при счете 1:1.
| 17 апреля 2015 18:00 | Россошь | 2 : 6 (2:2, 0:1, 0:3) | Горняк | ЛД «Россошь», Россошь Зрителей: 615 |

| Отчёт | Отчёт | Отчёт | Отчёт | Отчёт |  |
| --- | --- | --- | --- | --- |  |
| | | | | |  |
| | Виталий Пантыкин | Вратари | Артур Гайдуллин | Судьи: Антон Демура Андрей Свиргун Линейные судьи: Борис Кузьмин Павел Филимонов |  |
| | Голы: | | | Судьи: Антон Демура Андрей Свиргун Линейные судьи: Борис Кузьмин Павел Филимонов |  |
| Даниил Акиньшин (Евгений Шевчук, Данила Слесарев) (бол.) Алексей Князев 17:49 | 0 — 1 — 1 1 — 2 — 2 2 — 3 2 — 4 2 — 5 2 — 6 | 4:09 Егор Озолин (Евгений Смирнов, Дмитрий Антонов) (бол.) 15:09 Дмитрий Антонов (бол.) 30:19 Никита Сафронов (Дмитрий Цапаев) 43:29 Сергей Сурин (Виталий Буряк) 45:45 Сергей Сурин (Дмитрий Антонов) 58:10 Никита Сафронов (Рафаэль Мухаметзянов, Анатолий Наговицын) | | Судьи: Антон Демура Андрей Свиргун Линейные судьи: Борис Кузьмин Павел Филимонов |  |
| | | | | Судьи: Антон Демура Андрей Свиргун Линейные судьи: Борис Кузьмин Павел Филимонов |  |
| | | | | Судьи: Антон Демура Андрей Свиргун Линейные судьи: Борис Кузьмин Павел Филимонов |  |
| | | | | Судьи: Антон Демура Андрей Свиргун Линейные судьи: Борис Кузьмин Павел Филимонов |  |
| 38 мин | Штраф | 16 мин | | Судьи: Антон Демура Андрей Свиргун Линейные судьи: Борис Кузьмин Павел Филимонов |  |
| | | | | |  |
| | 35 | Броски | 25 | |  |
| | | | | |  |
| | Олег Рудаков | Тренер | Владимир Герасимов | |  |
| В. Мудрецов, А. Князев, А. Егоров, А. Кувшинов, Н. Букия, В. Пантыкин, А. Константинов, Е. Шевчук, В . Кальной , Д. Горохов, Е. Власов, И. Крылов, Р. Горбачёв, Д. Слесарев, В. Мозжаков, С. Иванов, А. Николишин, Д. Акиньшин, Р. Рубцов, А. Яцына, Д. Кузнецов, А. Белозёров | В. Мудрецов, А. Князев, А. Егоров, А. Кувшинов, Н. Букия, В. Пантыкин, А. Константинов, Е. Шевчук, В . Кальной , Д. Горохов, Е. Власов, И. Крылов, Р. Горбачёв, Д. Слесарев, В. Мозжаков, С. Иванов, А. Николишин, Д. Акиньшин, Р. Рубцов, А. Яцына, Д. Кузнецов, А. Белозёров | Состав | А. Гайдуллин, Е. Шалапов, Р. Мухаметзянов, Э. Кадырметов, С. Сурин, А. Наговицын, Е. Смирнов, В. Буряк, А. Кошелев, Р. Роднин, И. Рогалёв, Ш. Фаттахов, Е. Озолин, Д. Муратов, Д. Антонов, М. Бабинчук, А. Долгушев, А. Хасанов, Д. Цапаев, Д. Файрушин, Н. Сафронов | А. Гайдуллин, Е. Шалапов, Р. Мухаметзянов, Э. Кадырметов, С. Сурин, А. Наговицын, Е. Смирнов, В. Буряк, А. Кошелев, Р. Роднин, И. Рогалёв, Ш. Фаттахов, Е. Озолин, Д. Муратов, Д. Антонов, М. Бабинчук, А. Долгушев, А. Хасанов, Д. Цапаев, Д. Файрушин, Н. Сафронов |  |

Лучшие игроки встречи: Даниил Акиньшин (Россошь) и Егор Озолин (Горняк)

### Игра № 3
«Горняк» крупно обыграл «Россошь» в третьем матче финальной серии и вышел вперед в противостоянии. Хозяева активнее начали встречу и к предложенным скоростям воронежская команда оказалась не совсем готова. Как результат — на 5-й минуте Шамиль Фаттахов открыл счет, а удвоил преимущество учалинцев Евгений Смирнов. Вторая двадцатиминутка также началась для гостей с пропущенной шайбы — на этот раз выход один на один реализовал Дмитрий Антонов. На экваторе периода «Горняк» забил еще дважды и эти шайбы разделило всего 15 секунд. Дмитрий Антонов в большинстве с передачи Никиты Сафронова оформил дубль, а вскоре уже сам Сафронов распечатал только что вставшего в рамку Илью Крылова, который сменил Виталия Пантыкина. В третьем периоде «Горняк» не успокоился. Шестую шайбу на свой счет записал Сергей Сурин, а на 48-й минуте отличился Никита Сафронов, отметившийся вторым дублем в матче. Свою единственную шайбу «Россошь» оформила за две минуты до финальной сирены — Виктор Кальной пробил-таки Артура Гайдуллина и сделал счет 7:1. Окончательный счет установил Эмиль Кадырметов.
| 20 апреля 2015 16:30 | Горняк | 8 : 1 (2:0, 3:0, 2:1) | Россошь | Ледовая Арена «Горняк», Учалы Зрителей: 1058 |

| Отчёт | Отчёт | Отчёт                               | Отчёт | Отчёт |  |
| --- | --- | ----------------------------------- | --- | --- |  |
| | |                                     | | |  |
| | Артур Гайдуллин | Вратари                             | Виталий Пантыкин Илья Крылов | Судьи: Антон Кислов Артём Закиров |  |
| | Голы: |                                     | | Судьи: Антон Кислов Артём Закиров |  |
| Шамиль Фаттахов (Сергей Сурин) 4:10 Евгений Смирнов (Дмитрий Антонов, Никита Сафронов) 10:11 Дмитрий Антонов (Евгений Смирнов, Никита Сафронов) 23:31 Дмитрий Антонов (Никита Сафронов) (бол.) 29:32 Никита Сафронов (Дмитрий Антонов, Дмитрий Цапаев) (бол.) 29:47 Сергей Сурин (Шамиль Фаттахов, Александр Долгушев) 45:36 Никита Сафронов (Александр Долгушев) 47:21 Эмиль Кадырметов (Рафаэль Мухаметзянов, Виталий Буряк) 59:07 | 1 — 0 2 — 0 3 — 0 4 — 0 5 — 0 6 — 0 7 — 0 7 — 1 8 — 1 | 57:56 Виктор Кальной (Никита Букия) | | Судьи: Антон Кислов Артём Закиров |  |
| | |                                     | | Судьи: Антон Кислов Артём Закиров |  |
| | |                                     | | Судьи: Антон Кислов Артём Закиров |  |
| | |                                     | | Судьи: Антон Кислов Артём Закиров |  |
| 10 мин | Штраф | 26 мин                              | | Судьи: Антон Кислов Артём Закиров |  |
| | |                                     | | |  |
| | 25 | Броски                              | 20 | |  |
| | |                                     | | |  |
| | Владимир Герасимов | Тренер                              | Олег Рудаков | |  |
| А. Гайдуллин, Е. Шалапов, Р. Мухаметзянов, Э. Кадырметов, С. Сурин, А. Наговицын, Е. Смирнов, В. Буряк, А. Кошелев, Р. Роднин, И. Рогалёв, Ш. Фаттахов, Е. Озолин, Д. Муратов, Д. Антонов, М. Бабинчук, А. Долгушев, А. Хасанов, Д. Цапаев, Д. Файрушин, Н. Сафронов | А. Гайдуллин, Е. Шалапов, Р. Мухаметзянов, Э. Кадырметов, С. Сурин, А. Наговицын, Е. Смирнов, В. Буряк, А. Кошелев, Р. Роднин, И. Рогалёв, Ш. Фаттахов, Е. Озолин, Д. Муратов, Д. Антонов, М. Бабинчук, А. Долгушев, А. Хасанов, Д. Цапаев, Д. Файрушин, Н. Сафронов | Состав                              | В. Мудрецов, А. Князев, А. Кувшинов, Н. Букия, В. Пантыкин, А. Константинов, Е. Шевчук, К. Комаров, В . Кальной , Д. Горохов, Е. Власов, И. Крылов, Р. Горбачёв, Д. Слесарев, В. Мозжаков, С. Иванов, А. Николишин, Д. Акиньшин, Р. Рубцов, А. Яцына, Д. Кузнецов, А. Белозёров | В. Мудрецов, А. Князев, А. Кувшинов, Н. Букия, В. Пантыкин, А. Константинов, Е. Шевчук, К. Комаров, В . Кальной , Д. Горохов, Е. Власов, И. Крылов, Р. Горбачёв, Д. Слесарев, В. Мозжаков, С. Иванов, А. Николишин, Д. Акиньшин, Р. Рубцов, А. Яцына, Д. Кузнецов, А. Белозёров |  |

### Игра № 4
«Россошь» одержала верх над «Горняком» в четвертом матче финальной серии и сравняла счет в противостоянии. С первых минут стало ясно, что хоккей получится куда более жестким, чем накануне. Учалинцы поначалу действовали активнее и несколько раз серьезно потревожили Илью Крылова. На десятой минуте Данила Слесарев переусердствовал с силовым приемом и отправился отдыхать до конца игры. Со стороны хозяев «отличился» Александр Долгушев, правда получил он лишь 10 минут.
Во втором периоде «Россошь» открыла счет. После нескольких неудачных попыток Даниил Акиньшин все-таки пробил Артура Гайдуллина, а буквально через две минуты почин партнера поддержал Александр Николишин. «Горняк» бросился отыгрываться, но шайба в ворота гостей упорно не шла, а вот очередной дисциплинарный штраф учалинцы схлопотали — на этот раз Рафаэль Мухаметзянов получил 10 минут за слишком жесткую атаку соперника.
Уже через девять секунд после начала третьей двадцатиминутки «Россошь» отличилась в третий раз — дубль оформил Акиньшин. После четвертого взятия ворот в исполнении Константина Комарова Артур Гайдуллин отправился на скамейку запасных и уступил место Ивану Рогалеву. Впереди у учалинцев по-прежнему мало что получалось, а вот «Россошь» продолжала гнуть свою линию и довела матч до победы.
| 21 апреля 2015 16:30 | Горняк | 0 : 4 (0:0, 0:2, 0:2) | Россошь | Ледовая Арена «Горняк», Учалы Зрителей: 1258 |

| Отчёт | Отчёт | Отчёт | Отчёт | Отчёт |  |
| --- | --- | --- | --- | --- |  |
| | | | | |  |
| | Артур Гайдуллин Иван Рогалёв | Вратари | Илья Крылов | Судьи: Антон Кислов Артём Закиров |  |
| | Голы: | | | Судьи: Антон Кислов Артём Закиров |  |
| | 0 — 1 0 — 2 0 — 3 0 — 4 | 27:24 Даниил Акиньшин (Алексей Князев, Евгений Шевчук) 29:04 Александр Николишин (Роман Горбачёв) 40:09 Даниил Акиньшин 49:43 Константин Комаров (Александр Николишин) | | Судьи: Антон Кислов Артём Закиров |  |
| | | | | Судьи: Антон Кислов Артём Закиров |  |
| | | | | Судьи: Антон Кислов Артём Закиров |  |
| | | | | Судьи: Антон Кислов Артём Закиров |  |
| 44 мин | Штраф | 35 мин | | Судьи: Антон Кислов Артём Закиров |  |
| | | | | |  |
| | 17 | Броски | 24 | |  |
| | | | | |  |
| | Владимир Герасимов | Тренер | Олег Рудаков | |  |
| А. Гайдуллин, Е. Шалапов, Р. Мухаметзянов, Э. Кадырметов, С. Сурин, А. Наговицын, Е. Смирнов, В. Буряк, А. Кошелев, Р. Роднин, И. Рогалёв, Ш. Фаттахов, А. Банников, Е. Озолин, Д. Муратов, Д. Антонов, М. Бабинчук, А. Долгушев, А. Хасанов, Д. Цапаев, Н. Сафронов | А. Гайдуллин, Е. Шалапов, Р. Мухаметзянов, Э. Кадырметов, С. Сурин, А. Наговицын, Е. Смирнов, В. Буряк, А. Кошелев, Р. Роднин, И. Рогалёв, Ш. Фаттахов, А. Банников, Е. Озолин, Д. Муратов, Д. Антонов, М. Бабинчук, А. Долгушев, А. Хасанов, Д. Цапаев, Н. Сафронов | Состав | В. Мудрецов, А. Князев, А. Кувшинов, Н. Букия, В. Пантыкин, А. Константинов, Е. Шевчук, К. Комаров, А. Шипилов, В . Кальной , Д. Горохов, И. Крылов, Р. Горбачёв, Д. Слесарев, В. Мозжаков, С. Иванов, А. Николишин, Д. Акиньшин, А. Лисовой, Р. Рубцов, А. Яцына, Д. Кузнецов | В. Мудрецов, А. Князев, А. Кувшинов, Н. Букия, В. Пантыкин, А. Константинов, Е. Шевчук, К. Комаров, А. Шипилов, В . Кальной , Д. Горохов, И. Крылов, Р. Горбачёв, Д. Слесарев, В. Мозжаков, С. Иванов, А. Николишин, Д. Акиньшин, А. Лисовой, Р. Рубцов, А. Яцына, Д. Кузнецов |  |

### Игра № 5
На правах хозяина, «Горняк» первым пошел вперед и начал тревожить Илью Крылова, который как и в четвертом матче, занял место в воротах гостей. Через некоторое время уже «Россошь» завладела территориальным преимуществом. Запомнился момент с участием Сергея Иванова, который едва не пробил Гайдуллина на 8-й минуте. Чуть позже он же с Евгением Шевчуком по разу проверили кипера хозяев на прочность дальними бросками — результат тот же. Еще один опасный момент соорудил Александр Николишин, но Андрей Белозеров не успел на добивание. «Горняк» отвечал редкими, но резкими контратаками. Хороший шанс отличиться был у Никиты Сафронова, но попытку броска из убойной позиции заблокировали защитники.
В начале второго периода «Россошь» добилась своего. Одна из многочисленных атак на ворота Гайдуллина обернулась голом в исполнении Алексея Князева. Вскоре гости допустили два удаления подряд, отбились в меньшинстве и пропустили в равных составах — это Шамиль Фаттахов привел в восторг переполненные трибуны. Равный счет держался недолго — Евгений Шевчук во второй раз вывел «Россошь» вперед на экваторе второй двадцатиминутки. После этого игра несколько успокоилась и команды ушли на второй перерыв при минимальном преимуществе «Россоши».
Третий период гости начали вчетвером из-за нарушения численного состава в концовке второй двадцатиминутки. Составы уравнялись, а вот счет, напротив, вырос. Александр Николишин добился своего в большинстве и поставил учалинцев в совсем уж опасное положение. После третьей шайбы Артур Гайдуллин уступил место в воротах Ивану Рогалеву. Поняв, что победа близка, хоккеисты «Россоши» ушли в оборону и оставшегося времени учалинцам не хватило даже на то, чтобы сократить отставание до минимума. За полторы минуты до сирены хозяева взяли тайм-аут и сменили вратаря на шестого полевого игрока, но и это не помогло что-то изменить в матче.
| 23 апреля 2015 16:30 | Горняк | 1 : 3 (0:0, 1:2, 0:1) | Россошь | Ледовая Арена «Горняк», Учалы |

| Отчёт | Отчёт | Отчёт | Отчёт | Отчёт |  |
| --- | --- | --- | --- | --- |  |
| | | | | |  |
| | Артур Гайдуллин Иван Рогалёв | Вратари | Илья Крылов | Судьи: Яков Моношков Максим Коваленко Линейные судьи: Яков Полей Илья Кирюшкин |  |
| | Голы: | | | Судьи: Яков Моношков Максим Коваленко Линейные судьи: Яков Полей Илья Кирюшкин |  |
| Шамиль Фаттахов (Сергей Сурин, Анатолий Наговицын) 28:52 | 0 — 1 — 1 1 — 2 1 — 3 | 23:08 Алексей Князев (Даниил Акиньшин) 30:34 Евгений Шевчук (Сергей Иванов, Даниил Акиньшин) 46:55 Александр Николишин (Андрей Кувшинов) (бол.) | | Судьи: Яков Моношков Максим Коваленко Линейные судьи: Яков Полей Илья Кирюшкин |  |
| | | | | Судьи: Яков Моношков Максим Коваленко Линейные судьи: Яков Полей Илья Кирюшкин |  |
| | | | | Судьи: Яков Моношков Максим Коваленко Линейные судьи: Яков Полей Илья Кирюшкин |  |
| | | | | Судьи: Яков Моношков Максим Коваленко Линейные судьи: Яков Полей Илья Кирюшкин |  |
| 4 мин | Штраф | 8 мин | | Судьи: Яков Моношков Максим Коваленко Линейные судьи: Яков Полей Илья Кирюшкин |  |
| | | | | |  |
| | 16 | Броски | 26 | |  |
| | | | | |  |
| | Владимир Герасимов | Тренер | Олег Рудаков | |  |
| А. Гайдуллин, Е. Шалапов, Р. Мухаметзянов, Э. Кадырметов, С. Сурин, А. Наговицын, Е. Смирнов, В. Буряк, Р. Роднин, И. Рогалёв, Ш. Фаттахов, А. Банников, Е. Озолин, Д. Муратов, Д. Антонов, М. Бабинчук, А. Долгушев, А. Хасанов, Д. Цапаев, Д. Файрушин, Н. Сафронов | А. Гайдуллин, Е. Шалапов, Р. Мухаметзянов, Э. Кадырметов, С. Сурин, А. Наговицын, Е. Смирнов, В. Буряк, Р. Роднин, И. Рогалёв, Ш. Фаттахов, А. Банников, Е. Озолин, Д. Муратов, Д. Антонов, М. Бабинчук, А. Долгушев, А. Хасанов, Д. Цапаев, Д. Файрушин, Н. Сафронов | Состав | В. Мудрецов, А. Князев, А. Кувшинов, Н. Букия, В. Пантыкин, А. Константинов, Е. Шевчук, К. Комаров, А. Шипилов, В . Кальной , Д. Горохов, И. Крылов, Р. Горбачёв, В. Мозжаков, С. Иванов, А. Николишин, Д. Акиньшин, А. Лисовой, Р. Рубцов, А. Яцына, Д. Кузнецов, А. Белозёров | В. Мудрецов, А. Князев, А. Кувшинов, Н. Букия, В. Пантыкин, А. Константинов, Е. Шевчук, К. Комаров, А. Шипилов, В . Кальной , Д. Горохов, И. Крылов, Р. Горбачёв, В. Мозжаков, С. Иванов, А. Николишин, Д. Акиньшин, А. Лисовой, Р. Рубцов, А. Яцына, Д. Кузнецов, А. Белозёров |  |

## Чемпион
| Обладатель Кубка Регионов 2015 |
| ------------------------------ |
| ХК «Россошь»                   |

## Составы
Все игроки, заявленные командами на финал Кубка Регионов 2015, являются гражданами Российской Федерации.
| «Горняк»                | «Россошь»                 |
| Вратари                 | Вратари                   |
| ----------------------- | ------------------------- |
| 1 Артур Гайдуллин       | 30 Вадим Зарицкий         |
| 20 Иван Рогалёв         | 41 Виталий Пантыкин       |
| 35 Денис Сурканов       | 65 Илья Крылов            |
| Защитники               |                           |
| 7 Егор Шалапов          | 3 Владимир Мудрецов       |
| 8 Антон Филимонов       | 38 Максим Шарков          |
| 17 Родион Роднин        | 43 Андрей Канищев         |
| 24 Егор Озолин          | 45 Александр Константинов |
| 28 Данис Муратов        | 47 Евгений Шевчук         |
| 54 Максим Бабинчук      | 56 Даниил Горохов         |
| 55 Александр Долгушев   | 71 Данила Слесарев        |
| 71 Дмитрий Цапаев       | 73 Владислав Мозжаков     |
| 76 Роман Муратов        | 83 Константин Кудренко    |
|                         | 93 Алексей Яцына          |
| Нападающие              |                           |
| 10 Рафаэль Мухаметзянов | 26 Алексей Егоров         |
| 11 Эмиль Кадырметов     | 32 Алексей Воронин        |
| 12 Сергей Сурин         | 34 Андрей Кувшинов        |
| 13 Анатолий Наговицын   | 35 Никита Букия           |
| 14 Евгений Смирнов      | 42 Олег Константинов      |
| 15 Виталий Буряк        | 46 Дмитрий Вершков        |
| 16 Антон Кошелев        | 48 Константин Комаров     |
| 18 Алексей Нечкин       | 49 Александр Шипилов      |
| 19 Дмитрий Дементьев    | 53 Виктор Кальной         |
| 21 Шамиль Фаттахов      | 54 Максим Яковлев         |
| 22 Андрей Банников      | 60 Денис Майоров          |
| 26 Евгений Никулин      | 64 Егор Власов            |
| 27 Рустем Салахов       | 67 Виталий Кузнецов       |
| 47 Дмитрий Антонов      | 69 Роман Горбачёв         |
| 68 Артур Хасанов        | 74 Сергей Иванов          |
| 72 Денис Файрушин       | 77 Александр Николишин    |
| 81 Илья Илюшкин         | 79 Даниил Акиньшин        |
| 93 Никита Сафронов      | 84 Алексей Лисовой        |
|                         | 87 Руслан Рубцов          |
|                         | 95 Андрей Белозёров       |
| Главные тренеры         |                           |
| Владимир Герасимов      | Олег Рудаков              |
| Тренеры                 |                           |
| Айрат Нургалиев         | Евгений Семыкин           |